# The Lowestoft Boat
The Lowestoft Boat (La barca di Lowestoft) è una poesia scritta da Rudyard Kipling e messa in musica dal compositore inglese Edward Elgar nel 1917, come la prima di una serie di quattro canzoni legate alla guerra, su argomenti nautici, per le quali scelse il titolo The Fringes of the Fleet.

## Storia
La canzone è sottotitolata A Chanty e, come le altre del ciclo, è destinata a quattro voci di baritono: un solista e un coro. Era stata scritta in origine con accompagnamento orchestrale, ma fu poi pubblicata per canto e accompagnamento di pianoforte.
Kipling fece precedere la poesia dalle parole "Pattuglie di guerra della costa orientale, 1914-18". Lowestoft si trova sulla costa orientale dell'Inghilterra e all'epoca era un porto di pesca e una base per pattuglie in tempo di guerra.
Le parole "Il Signore sa dove!" e gli ultimi (ripetuti) "a-rovin ', a-rovin', a-roarin' " sono cantati dal Coro. C'è una indicazione per cui le parole finali "Il Signore sa dove!" dovrebbe essere parlato dal solista.

## Ascolto
- Hear "The Lowestoft Boat"  Roderick Williams/Guildford Philharmonic Orchestra/Tom Higgins (Somm) SOMMCD243